# Chasnais
Chasnais é uma comuna francesa na região administrativa da Pays de la Loire, no departamento de Vendéia. Estende-se por uma área de 10,77 km². Em 2010 a comuna tinha 749 habitantes (densidade: 69,5 hab./km²).